# Palpomyia micans
Palpomyia micans är en tvåvingeart som beskrevs av Jean-Jacques Kieffer 1918. Palpomyia micans ingår i släktet Palpomyia och familjen svidknott. Inga underarter finns listade i Catalogue of Life.